# Artur Pawlowski
Artur Pawlowski (28 de março de 1973) é um pregador de rua protestante polonês-canadense e ativista político. Ele é pastor da congregação Cave of Adullam em Calgary e anteriormente liderou a Kings Glory Fellowship (KGF). Pawlowski também é fundador e pastor do Street Church Ministries (SCM), um grupo politicamente ativo que não é mais reconhecido como uma organização religiosa ou de caridade pelo governo canadense, onde ele se envolve em pregações ao ar livre e divulgação cristã nas ruas. 